# Filip II. Španělský
Filip II. Habsburský, zvaný El Prudente, Moudrý (21. května 1527 – 13. září 1598) byl král španělský (1556–1598), neapolský a sicilský (1554–1598), anglický (spoluvládce Marie I. Tudorovny, 1554–1558), portugalský (1580–1598) a chilský (1554–1556) a vévoda burgundský (označován jako Filip V. Burgundský) a milánský. Byl synem císaře Karla V. a Isabely Portugalské (1503–1539).
Byl jediným legitimním synem císaře Svaté říše římské Karla V., který se dožil dospělosti, a zároveň prvním oficiálním králem Španělska. Po smrti své ženy Marie I. Tudorovny se neúspěšně ucházel o ruku její polorodé sestry Alžběty I.
Vedl úspěšnou válku s Osmanskou říší ve Středomoří (viz bitva u Lepanta) a méně úspěšné války v Nizozemí. Pokusil se napadnout Anglii, ale jeho flotila byla nenávratně zničena, byla to i největší porážka ve španělských námořních dějinách (1588 – zkáza Neporazitelné Armady). Nastoupil na trůn po abdikaci svého otce. Ke Španělsku připojil Portugalsko a souostroví Filipín, které bylo po něm pojmenováno. Často válčil, čelil však i řadě povstání.
Důsledkem udržování velké armády a státního aparátu v době Filipovy vlády byly dva státní bankroty.

## Mládí
Filip se narodil ve Valladolidu roku 1527 jako právoplatný syn císaře Svaté říše římské Karla V. Do svých sedmi let vyrůstal u své matky Isabely se svými sestrami. Jeho otec Karel V. za své vlády ve Španělsku téměř nepobýval, nýbrž bojoval v Itálii a Francii.[zdroj?]
Filip byl již od malička vzděláván v mnoha směrech. Ve své knihovně měl více než 13 500 knih. Filip nalezl svůj oblíbený obor ve čtrnácti letech, když dostal první architektonické pojednání. Jeho záliba v architektuře se projevila později při stavbě jeho sídla a kláštera El Escorial, na jehož výstavbě se podílel alespoň schvalováním veškerých podrobností. I přesto, že byl vzdělaný člověk, jeho znalosti cizích jazyků byly na jeho dobu nedostačující, krom španělštiny uměl okrajově německy a  francouzsky.[zdroj?]
Filip již v roce 1540 získává svoje první území, milánské vévodství, které mu daroval jeho otec Karel poté, co je získal po bezdětném Františku Sforzovi.[zdroj?]

## Sňatková politika

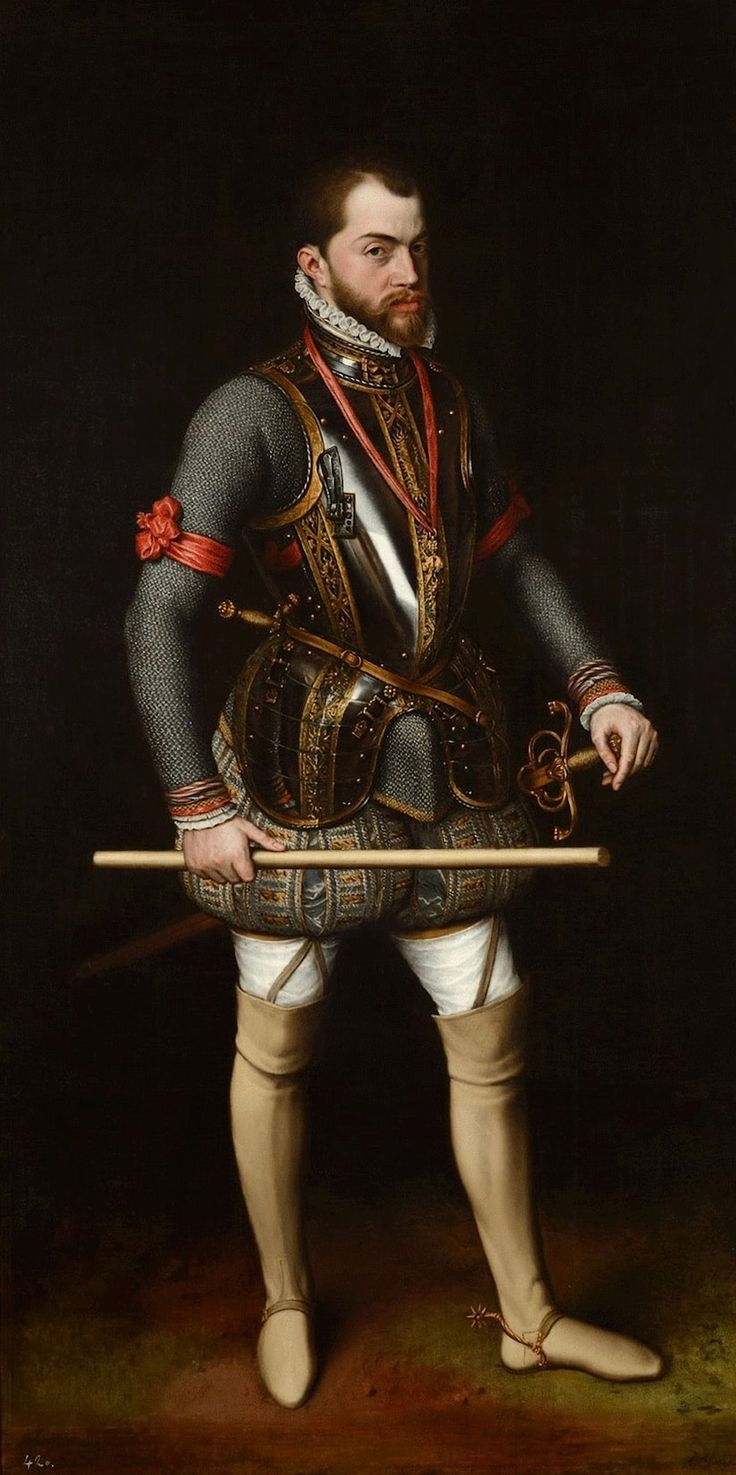
Filip okolo roku 1560

V roce 1543 se Filip poprvé oženil se svou sestřenicí Marií Portugalskou. Toto manželství ale nemělo dlouhého trvání, protože Marie zemřela v roce 1545 několik dní po porodu prvorozeného syna Karla. Ten je zván v literatuře Don Carlos; ve stejnojmenném dramatu Friedricha Schillera a v opeře Giuseppe Verdiho je tato postava svobodomyslným hrdinou, avšak ve skutečnosti trpěl Don Carlos genetickými vadami a psychickou labilitou, pravděpodobně způsobenými blízkým příbuzenstvím rodičů.[zdroj?]
Později, v roce 1554, se Filip oženil podruhé. Tento sňatek byl víceméně politický, vzal si o jedenáct let starší anglickou královnu Marii I. Tudorovnu. Toto manželství bylo bezdětné a Marie roku 1558 zemřela. Tímto sňatkem se Filip sice stal anglickým králem a získal tituly krále jeruzalemského (v této době to byl již pouze titul historický) a neapolského. Po Mariině smrti se neúspěšně ucházel o ruku její polorodé sestry, královny Alžběty I. Ani tehdy ani později se Filipovi nepodařilo ovládnout Anglii.[zdroj?]
Po augšpurském míru v roce 1555 se Filipův otec Karel V. vzdal jak císařského trůnu ve Svaté říši římské, tak všech svých královských hodností. Filip II. převzal tyto královské trůny po svém otci, císařem v říši se však nestal. Od této doby se Habsburská dynastie rozdělila na dvě linie. Filip II. se stal zakladatelem linie Španělských Habsburků.[zdroj?]
Filip vedl španělská království do závěrečné fáze italských válek. Španělský postup do Francie z Nizozemí vedl k jejich důležitému vítězství v bitvě u Saint-Quentinu. Francouzi byli znovu poraženi v bitvě u Gravelines. Výsledná mírová smlouva z Cateau-Cambrésis v roce 1559 zajistila Piemont Savojskému vévodství a Korsiku Janovské republice. Jak Janov, tak Savojsko byli spojenci Španělska, přičemž Savojsko později vyhlásilo neutralitu mezi Francií a Španělskem, zatímco Janov zůstal Filipovi klíčovým finančním spojencem po celou dobu jeho vlády. Smlouva rovněž potvrdila Filipovu kontrolu nad Milánem, Neapolí, Sicílií a Sardinií. Celá jižní Itálie tak byla pod španělskou vládou jako součást aragonské koruny. Na severu byl Milán vévodstvím Svaté říše římské v držení Filipa. Stát Presidi v Toskánsku, připojený k Neapolskému království, Filipovi umožnil monitorovat námořní dopravu do jižní Itálie, zatímco udělení Sieny nově vzniklému Toskánskému velkovévodství zajistilo, že zůstane španělským spojencem. Filip zřídil Radu Itálie, která měla koordinovat jeho vládu nad Milánem, Neapolí a Sicílií. Mírová smlouva nakonec ukončila 60 let trvající francouzsko-habsburské války o nadvládu v Itálii. Zároveň znamenala začátek období míru mezi papežem a Filipem, protože se jejich evropské zájmy sbližovaly, i když politické rozdíly přetrvávaly a diplomatické konflikty se nakonec znovu objevily.
Po skončení válek s Francií v roce 1559 si Filip vzal za svou třetí manželku dceru Jindřicha II. Francouzského, Alžbětu z Valois, původně zaslíbenou jeho vlastnímu synovi. Následník Karel se poté pokusil otce zabít. Celý spor skončil Karlovým uvězněním. Účel manželství s Alžbětou, totiž zplodit konečně zdravého následníka, byl naplněn jen zčásti. Alžběta porodila pouze dvě dcery; po předčasném porodu mrtvého syna 3. září 1568 zemřela i ona sama.[zdroj?]
Po smrti Alžběty z Valois se roku 1570 Filip oženil po čtvrté, a to se svou neteří Annou Habsburskou, která byla původně také přislíbena jeho synu Karlovi. Ten však již v roce 1568 zemřel. Anna byla dcerou Maxmiliána II., císaře Svaté říše římské. Z tohoto manželství vzešli čtyři synové, dospělosti se však dožil pouze nejmladší z nich, pozdější král Filip III. Španělský.[zdroj?]
Svou sňatkovou politiku se snažil vnutit i svým rakouským příbuzným – např. Rudolf II. byl pod trvalým tlakem španělského vyslance v Praze, Guillena de San Clemente, aby se oženil se španělskou infantkou.

## Zahraniční a vnitrostátní politika

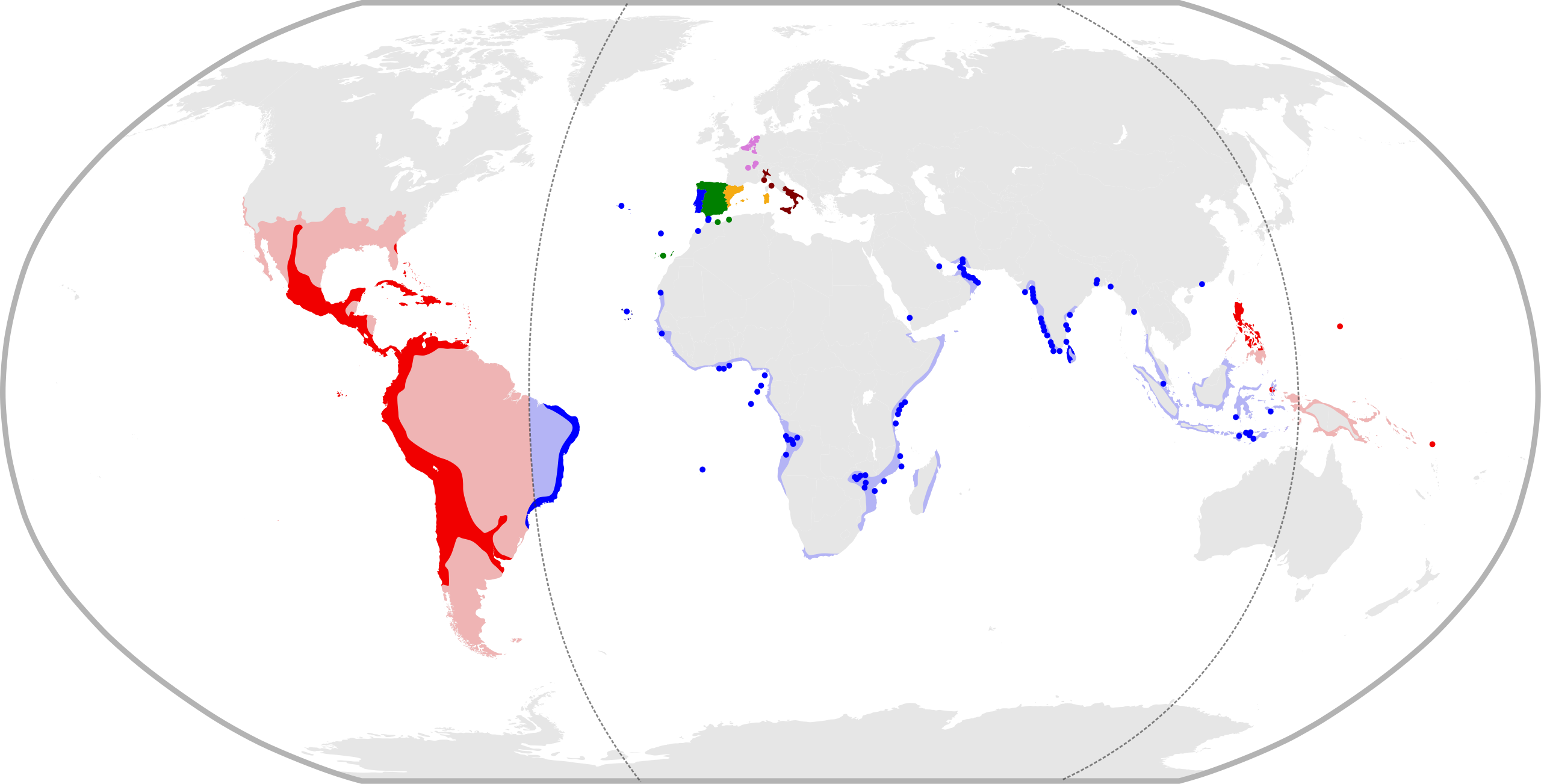
Rozsah iberského panství za vlády Filipa II.

### Vzpoura v Nizozemí
Pragmatická sankce z roku 1549 zajistila Filipovi nástupnická práva v Nizozemí (jako součást „sedmnácti provincií“). To by nebylo až tak zvláštní, protože Nizozemí bylo už od roku 1477 částečně sjednoceno pod vládou Habsburků, ale bylo spravováno poměrně liberálními místodržícími a jednotlivá města se mohla volně rozvíjet a mohla volně vyznávat reformovaná náboženství. Toto se ale změnilo v roce 1556 po nástupu ortodoxně katolického Filipa, který se snažil o vytvoření centrální správy a nastolení jednotného náboženství. Filip jmenoval místodržícím v Nizozemsku vévodu z Alby, který jak se později ukázalo, byl velice tvrdý správce, proto si také vysloužil přezdívku „Železný vévoda“.[zdroj?]
To se nelíbilo volnomyšlenkářským městům, a proto v roce 1568 severní města v čele s Utrechtem vyhlásila revoluci, která byla vedena Vilémem Oranžským. Severní provincie vyhlásily federaci v roce 1581, a tím pádem vznikla Republika spojených nizozemských provincií. Nezávislost na Španělsku si Spojené provincie vynutily až po Filipově smrti, roku 1609. Konflikty nicméně pokračovaly ještě dalších několik let až do roku 1648, kdy podle vestfálského míru získávají Spojené provincie nezávislost definitivně.[zdroj?]

### Památka
V roce 1556 po něm otec pojmenoval novou pevnost v Belgii (poté město Philippeville).[zdroj?]

### Povstání Morisků
V letech 1568–1571 proběhlo ve Španělsku v pohoří Sierra Nevada velké povstání Morisků, španělských muslimů násilně obrácených na katolickou víru, poté co Filip roku 1567 zakázal používání arabštiny, přikázal Moriskům vzdát se svých arabských jmen a přestat nosit tradiční arabský oblek, a nakázal, aby se o výchovu dětí Morisků starali katoličtí kněží. Povstání potlačil Filipův nevlastní bratr Juan de Austria.[zdroj?]

## Rodina
V osobním životě šťastný nebyl, všechny své čtyři manželky přežil.
- 1. manželka (1543) – Marie Portugalská (Marie Manuela de Avis) (15. října 1527 – 12. července 1545)

děti :
- Karel Španělský (8. července 1545 – 24. července 1568), kníže asturský, gironský a vianský

- 2. manželka (1554) – Marie I. Tudorovna (18. února 1516 – 17. listopadu 1558), královna Anglie a Irska, manželství zůstalo bezdětné
- 3. manželka (1559) – Alžběta z Valois (2. dubna 1545 – 3. října 1568)

děti :
- Isabela Klára Evženie (12. srpna 1566 – 1. prosince 1633), ⚭ 1599 Albrecht VII. Habsburský (13. listopadu 1559 – 13. července 1621), rakouský arcivévoda, kardinál, toledský arcibiskup, nizozemský guvernér a portugalský místokrál
- Kateřina Michaela Španělská (10. října 1567 – 6. listopadu 1597), ⚭ 1585 Karel Emanuel I. Savojský (12. ledna 1582 – 26. července 1630), vévoda savojský

- 4. manželka (1570) – Anna Habsburská (2. listopadu 1549 – 26. října 1580)

děti :
- Ferdinand (4. prosince 1571 – 18. října 1578)
- Karel (12. srpna 1573 – 30. června 1575)
- Diego Felix (15. srpna 1575 – 21. listopadu 1582)
- Filip (3. dubna 1578 – 31. března 1621), jako Filip III. král španělský, portugalský, neapolský a sicilský od roku 1598 až do své smrti, ⚭ 1599 Markéta Habsburská (25. prosince 1584 – 3. října 1611)
- Marie (14. února 1580 – 5. srpna 1583)

## Vývod z předků
|                       |                           |  |                       |                      |  |  |  |  |  |  |  | Fridrich III. Habsburský |
|                       |                           |  |                       |                      |  |  |  |  |  |  |  |                          |
|                       | Maxmilián I. Habsburský   |  |                       |                      |  |  |  |  |  |  |  |                          |
|                       |                           |  |                       |                      |  |  |  |  |  |  |  |                          |
|                       |                           |  |                       | Eleonora Portugalská |  |  |  |  |  |  |  |                          |
|                       |                           |  |                       |                      |  |  |  |  |  |  |  |                          |
|                       | Filip I. Kastilský        |  |                       |                      |  |  |  |  |  |  |  |                          |
|                       |                           |  |                       |                      |  |  |  |  |  |  |  |                          |
|                       |                           |  |                       | Karel Smělý          |  |  |  |  |  |  |  |                          |
|                       |                           |  |                       |                      |  |  |  |  |  |  |  |                          |
|                       | Marie Burgundská          |  |                       |                      |  |  |  |  |  |  |  |                          |
|                       |                           |  |                       |                      |  |  |  |  |  |  |  |                          |
|                       |                           |  |                       | Isabela Bourbonská   |  |  |  |  |  |  |  |                          |
|                       |                           |  |                       |                      |  |  |  |  |  |  |  |                          |
|                       | Karel V.                  |  |                       |                      |  |  |  |  |  |  |  |                          |
|                       |                           |  |                       |                      |  |  |  |  |  |  |  |                          |
|                       |                           |  |                       | Jan II. Aragonský    |  |  |  |  |  |  |  |                          |
|                       |                           |  |                       |                      |  |  |  |  |  |  |  |                          |
|                       | Ferdinand II. Aragonský   |  |                       |                      |  |  |  |  |  |  |  |                          |
|                       |                           |  |                       |                      |  |  |  |  |  |  |  |                          |
|                       |                           |  |                       | Jana Enríquezová     |  |  |  |  |  |  |  |                          |
|                       |                           |  |                       |                      |  |  |  |  |  |  |  |                          |
|                       | Jana I. Kastilská         |  |                       |                      |  |  |  |  |  |  |  |                          |
|                       |                           |  |                       |                      |  |  |  |  |  |  |  |                          |
|                       |                           |  |                       | Jan II. Kastilský    |  |  |  |  |  |  |  |                          |
|                       |                           |  |                       |                      |  |  |  |  |  |  |  |                          |
|                       | Isabela Kastilská         |  |                       |                      |  |  |  |  |  |  |  |                          |
|                       |                           |  |                       |                      |  |  |  |  |  |  |  |                          |
|                       |                           |  |                       | Isabela Portugalská  |  |  |  |  |  |  |  |                          |
|                       |                           |  |                       |                      |  |  |  |  |  |  |  |                          |
| 'Filip II. Španělský' |                           |  |                       |                      |  |  |  |  |  |  |  |                          |
|                       |                           |  |                       |                      |  |  |  |  |  |  |  |                          |
|                       |                           |  | Eduard I. Portugalský |                      |  |  |  |  |  |  |  |                          |
|                       |                           |  |                       |                      |  |  |  |  |  |  |  |                          |
|                       | Ferdinand, vévoda z Viseu |  |                       |                      |  |  |  |  |  |  |  |                          |
|                       |                           |  |                       |                      |  |  |  |  |  |  |  |                          |
|                       |                           |  |                       | Eleonora Aragonská   |  |  |  |  |  |  |  |                          |
|                       |                           |  |                       |                      |  |  |  |  |  |  |  |                          |
|                       | Manuel I. Portugalský     |  |                       |                      |  |  |  |  |  |  |  |                          |
|                       |                           |  |                       |                      |  |  |  |  |  |  |  |                          |
|                       |                           |  |                       | Jan Portugalský      |  |  |  |  |  |  |  |                          |
|                       |                           |  |                       |                      |  |  |  |  |  |  |  |                          |
|                       | Beatrix Portugalská       |  |                       |                      |  |  |  |  |  |  |  |                          |
|                       |                           |  |                       |                      |  |  |  |  |  |  |  |                          |
|                       |                           |  |                       | Isabela z Braganzy   |  |  |  |  |  |  |  |                          |
|                       |                           |  |                       |                      |  |  |  |  |  |  |  |                          |
|                       | Isabela Portugalská       |  |                       |                      |  |  |  |  |  |  |  |                          |
|                       |                           |  |                       |                      |  |  |  |  |  |  |  |                          |
|                       |                           |  |                       | Jan II. Aragonský    |  |  |  |  |  |  |  |                          |
|                       |                           |  |                       |                      |  |  |  |  |  |  |  |                          |
|                       | Ferdinand II. Aragonský   |  |                       |                      |  |  |  |  |  |  |  |                          |
|                       |                           |  |                       |                      |  |  |  |  |  |  |  |                          |
|                       |                           |  |                       | Jana Enríquezová     |  |  |  |  |  |  |  |                          |
|                       |                           |  |                       |                      |  |  |  |  |  |  |  |                          |
|                       | Marie Aragonská           |  |                       |                      |  |  |  |  |  |  |  |                          |
|                       |                           |  |                       |                      |  |  |  |  |  |  |  |                          |
|                       |                           |  |                       | Jan II. Kastilský    |  |  |  |  |  |  |  |                          |
|                       |                           |  |                       |                      |  |  |  |  |  |  |  |                          |
|                       | Isabela Kastilská         |  |                       |                      |  |  |  |  |  |  |  |                          |
|                       |                           |  |                       |                      |  |  |  |  |  |  |  |                          |
|                       |                           |  |                       | Isabela Portugalská  |  |  |  |  |  |  |  |                          |
|                       |                           |  |                       |                      |  |  |  |  |  |  |  |                          |